# Leon Grabenstein
Leon Grabenstein (* 28. November 1999 in Schwerte) ist ein deutscher Handballspieler.

## Karriere
Der Torwart spielte in der Jugend zunächst für HVE Villigst-Ergste. Bereits als B-Jugendlicher lief er für den Verein in der Saison 2015/16 in der A-Jugend-Bundesliga auf. Nachdem er 2016 zu GWD Minden gewechselt war, spielte er zwei weitere Jahre in dieser Spielklasse. Per Zweitspielrecht sammelte er von September bis November 2017 bereits Erfahrungen im Seniorenbereich für den Soester TV in der Oberliga Westfalen. 2018 war er auch altersgemäß dem Jugendbereich entwachsen und spielte seitdem für die zweite Mannschaft von GWD Minden in der 3. Liga. Da bei der Bundesliga-Mannschaft mit Espen Christensen und Maurice Paske zwei Torhüter verletzungsbedingt ausfielen, feierte Grabenstein am 27. April 2019 im Auswärtsspiel bei der MT Melsungen sein Bundesliga-Debüt. Von 2019 bis 2021 gehörte er fest zum Profi-Kader. Danach wechselte er zur HSG Konstanz.
Grabenstein steht seit der Saison 2023/24 beim TuS N-Lübbecke unter Vertrag.